# Shining (schwedische Band)
Shining ist eine 1996 gegründete schwedische Band, die Depressive Black Metal spielt und in ihren Texten und in Interviews hauptsächlich Suizid und selbstverletzendes Verhalten propagiert. Der Bandname bezieht sich laut Bandgründer und Sänger Niklas Kvarforth, lange Zeit von Fans und Presse fälschlich als Niklas Olsson geführt, weder auf den Roman The Shining noch auf dessen Verfilmung, sondern steht für „den Pfad zur Erleuchtung“.

## Bandgeschichte
Die Band wurde 1996 in Halmstad, Schweden, gegründet.
Im Mai 1998 erschien mit Submit to Selfdestruction eine erste, auf 300 Stück limitierte 7″-EP über Kvartforths eigenes, ebenfalls in Halmstad beheimatetes Label Selbstmord Services. Auf dieser EP spielt Niklas Kvarforth unter dem Pseudonym „Wraith“ Gitarre und Bass, Robert übernahm die Vocals und Ted Wedebrand, bekannt von der Band Forgotten Tomb, unter dem Pseudonym „Impaler“ das Schlagzeug. Der Sänger verließ noch im gleichen Jahr die Band.
Im Jahr 2000 folgte mit I – Within Deep Dark Chambers das Debütalbum. Auf diesem übernahm nun Kvarforth selbst einen Teil des Gesangs und spielte Gitarre und Keyboards. Der überwiegende Teil wurde allerdings von Andreas Classen (Paragon Belial, ex-Bethlehem) eingesungen. Tusk spielte Bass und Ted Wedebrand wieder das Schlagzeug.
Am 21. Juni 2001 erschien das zweite Album II – Livets ändhållplats (Schwedisch für Endhaltestelle/Endstation des Lebens) über Selbstmord Services. Die Besetzung des vorherigen Albums blieb für die Aufnahme bestehen. Zwei Monate darauf stieg Tusk wegen persönlicher Probleme aus und wurde einen Monat darauf durch seinen jüngeren Bruder Phil A. Cirone ersetzt. Kurz darauf stieg Wedebrand aus, der durch Jan Axel „Hellhammer“ Blomberg von Mayhem ersetzt wurde.
Das dritte Album III – Angst, självdestruktivitetens emissarie wurde 2002 über das italienische Metal-Label Avantgarde Music veröffentlicht. Auf diesem Album spielte Inisis zusätzliche Gitarren ein, der nur kurzzeitig Mitglied von Shining war.
2004 löste Kvarforth die Band auf, 2005 wurde sie neu gegründet. Die neue Besetzung bestand aus Kvarforth, Ludvig Hvit (Spiritual Beggars, Firebird) am Schlagzeug, John Doe (Craft, Twin Earth) und Casado an den Gitarren und Hallander am Bass. Der Grund für die neue Besetzung sei die Notwendigkeit, live aufzutreten, die mit der alten Besetzung aufgrund der geographischen Entfernungen zwischen den Mitgliedern langfristig nicht möglich gewesen sei.
Als Niklas Kvarforth im Juli 2006 als vermisst galt, verbreiteten sich Gerüchte, er habe Suizid verübt. Am 23. August 2006 veröffentlichte die Band auf der offiziellen Webseite ein Statement, laut dem Kvarforth seit vier Wochen verschwunden sei. Entgegen seiner früheren Äußerung, er sei Shining, habe er als eine Art letzten Willen einen der Band noch nicht bekannten neuen Sänger namens „Ghoul“ ausgewählt, mit dem Shining auf seinen Wunsch hin fortgeführt würde.
Am 18. Dezember 2006 wurde ein Konzert zur Veröffentlichung des fünften Albums V – Halmstad für den 3. Februar 2007 im Diezel in Halmstad angekündigt, bei dem „Ghoul“ als neuer Sänger erstmals auftreten solle. Als Vorgruppe trat Dødheimsgard auf. Das Konzert wurde für die geplante DVD Fy fan för livet! aufgenommen. Am 27. Januar wurde Vesen als dritte Band angekündigt. Beim Konzert trat als neuer Sänger Attila Csihar (Mayhem, Aborym, Ex-Tormentor u. a.) in dem Outfit auf, das er auch beim Sunn-O)))-Nebenprojekt Burial Chamber Trio trägt. Laut der Seite Avant-garde Metal verberge sich hinter der Gestalt und dem Pseudonym „Ghoul“ allerdings nicht Csihar, sondern es handle sich um ein neues Alter Ego Kvarforths. Kvarforth betrat die Bühne nach einigen Liedern und trat Csihar nieder. Allerdings war er an dieser Stelle noch verhüllt und gab sich erst später zu erkennen. Während des Konzerts kam auch Ex-Mayhem-Sänger Maniac, der zusammen mit Kvarforth bei Skitliv spielt, mit einem in die Stirn geritzten Hakenkreuz auf die Bühne. Kvarforth ließ sich von ihm treten und mit Gitarrenständern und anderen Gegenständen bewerfen. Nach dem Konzert gab Kvarforth bekannt, wieder für Shining zu singen. Laut Avant-garde Metal sei Kvarforths langes Verschwinden in Wirklichkeit mit einem Umzug nach Oslo zu erklären, wo er für ein paar Monate bei Yusaf „Vicotnik“ Parvez von Dødheimsgard gewohnt habe. Die Aktion wurde als Promotion Shinings gedeutet, war laut Aussage Kvarforths jedoch „bloß ein Missverständnis oder ein Fehler in der Kommunikation zwischen mir und der Band / dem Management“.
Das fünfte Album sollte ursprünglich mit V – Besvikelsens dystra monotoni betitelt werden, der Name wurde jedoch später in V – Halmstad geändert, welcher auf Niklas Kvarforths Heimatstadt Bezug nimmt. Es erschien am 16. April 2007 über Osmose Productions mit einem von Ynas „Mörkkh“ Lindskog von Malign geschriebenen Text sowie einer Ludwig-van-Beethoven-Komposition.
Am 30. Juni 2009 folgte das sechste Studioalbum VI – Klagopsalmer (Schwedisch ‚Klagelieder‘) über Osmose Productions. Auf diesem spielte Tom Cato „King ov Hell“ Visnes (Ex-Gorgoroth) den Bass. Im November 2009 wurde das neue Album namens VII: Född förlorare angekündigt.
Bei einem Auftritt auf dem Höllenfeuer Festival in Erfurt am 6. März 2010 versuchte Kvarforth, eine deutsche Flagge zu verbrennen, woran ihn ein erzürnter Fan hinderte. Nachträglich erklärte er, ursprünglich habe er eine schwedische Flagge verbrennen wollen, ihm sei aber eine deutsche gegeben worden. Shining habe „es immer geliebt in Deutschland aufzutreten und zu spielen“, er habe „nicht Deutschland, sondern Schweden treffen wollen“. Außerdem versuchte er, den Vorfall mit einem hohen Alkoholpegel und dem Konsum von Medikamenten, die er täglich nehmen müsse, zu erklären.
2011 erschien das Album VII: Född förlorare, auf dem Erik Danielsson von Watain, Christopher Amott von Arch Enemy, Peter Bjärgö von Arcana und Håkan Hemlin von Nordman als Gastmusiker auftraten. Das Album entstand unter dem Einfluss von Heroin, von dem Kvarforth zu dieser Zeit abhängig war.

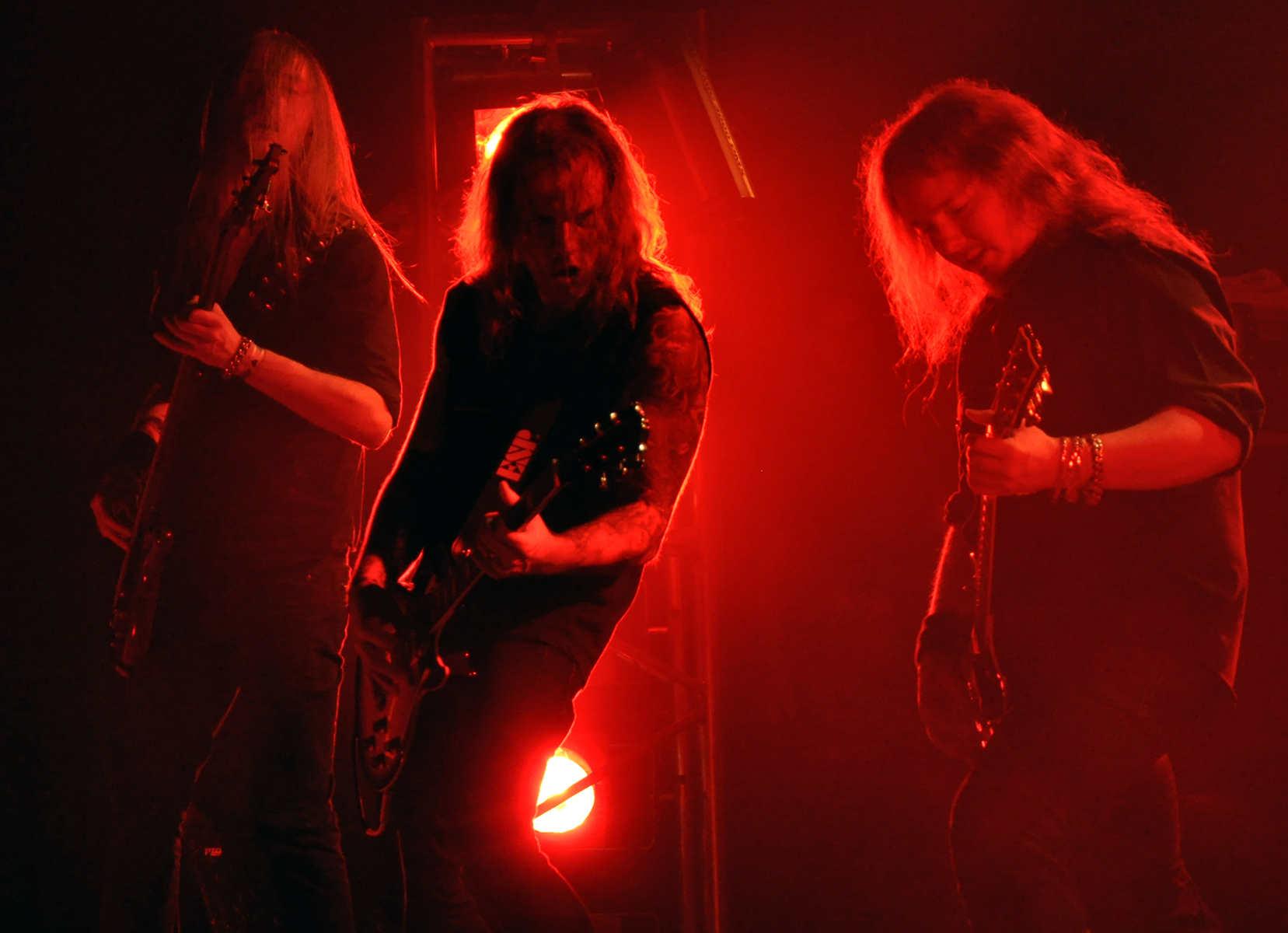
Shining 2012

Im Jahr 2012 folgte das achte Studioalbum VIII – Redefining Darkness.
2013 erschien die Kompilation 8 1/2 Feberdrömmar I Vaket Tillstånd, auf der verschiedene Neuaufnahmen von 2000–2002 mit Gastsängern enthalten sind. Die Gesangsparts übernahmen unter anderem Attila Csihar und Gaahl (God Seed, ehemals Gorgoroth).
2015 brachte die Band das Album IX – Everyone, Everything, Everywhere Ends heraus. Als Bonustrack war auf der Veröffentlichung ein Cover des Rammstein-Songs Ohne dich enthalten. Anschließend ging die Band auf Tour.
Anfang Januar 2018 erschien das Album X – Varg Utan Flock. Am 5. Januar des Jahres kürte der Online-Auftritt des deutschen Musikmagazins Visions das Album zur Platte der Woche. Auf dem Album lässt sich das Placebo-Cover In the Cold Light of Morning finden.

## Stil

### Musik
Shining spielen eine sehr depressive Art des Black Metal, die von der Musikpresse, der Label-Werbung und -PR sowie von Fans häufig als Suicidal Black Metal oder Depressive Black Metal bezeichnet wird. Kvarforth verwandte 1996 die Bezeichnung „Suicidal Black Metal“ für den eigenen Musikstil, um sich damit „von den mittelmäßigen Würmern in der Szene abzugrenzen“. Er rückte jedoch 2001 davon ab, weil „hunderte von bedeutungslosen Bands diesen Begriff von nun an nutzten“, die Kvarforths „Initialvision komplett fehlinterpretiert“ hatten. Er habe niemals ein Subgenre erschaffen wollen, „in welchem Idioten ihr Selbstmitleid ausdrücken und ihre Musik als scheiß Form der Therapie nutzen; es ist genau falsch herum! Meine Intention war, die Musik als Waffe gegen den Hörer zu nutzen, sie erzwungen füttern mit selbst-zerstörerischen und suizidalen Idealen, um damit hoffentlich eine Welle der Unsicherheit zu kreieren, traurige Kinder verletzen sich selbst und andere.“
Der Stil ist vergleichbar mit dem von Bands wie Burzum und Strid, die in der musikalischen Entwicklung Niklas Kvarforths eine wichtige Rolle spielten sowie Manes. Kvarforths Einflüsse stammen aber nicht ausschließlich aus dem Black Metal. So nennt er neben Burzum, Bethlehem und Strid auch Gruppen wie Kent, Muse und Coldplay sowie Dido und Everlast. Ab dem Album Shining IV – The Eerie Cold weist die Musik immer mehr progressive Einflüsse wie ausgedehnte sphärische Instrumentalpassagen, Taktwechsel, klaren Gesang und virtuose Gitarrensoli auf.

### Konzept und Texte
Die Band hat keine religiöse Intention, allerdings sind einige Mitglieder Teufelsanbeter; Bandgründer, Sänger und Textschreiber Niklas Kvarforth nennt Negativität und ihre Glorifizierung als Fokus der Band. Die Band gibt als Hauptziel an, ihre Hörer zu verderben. Nach eigenen Angaben quält sich Kvarforth während der Gesangsaufnahmen selbst. Ihm zufolge soll es auch schon Suizidfälle unter Einfluss seiner Musik gegeben haben. Er selbst sieht Shining als „by far the darkest band dealing with this kind of music there is today“.
Die Bühnenshow der Band gehört mit zu dem extremsten im Metal-Bereich. Sänger Kvarforth schneidet sich selbst und seinen Bandmitgliedern auf Konzerten oft Wunden in den Körper, schlägt diese zusammen oder stranguliert sie mit Gitarrensaiten. Stellenweise schlägt und tritt Kvarforth auch Personen aus dem Publikum. Seit dem oben genannten Konzert in Halmstad nahm der Anteil der extremen Show-Anteile aber stetig ab, während Provokation und wüste Beleidigung des Publikums nach wie vor Teil nahezu jedes Shining-Auftritts sind.
Die Texte sind überwiegend in schwedischer Sprache verfasst. Auf dem sechsten Studioalbum VI – Klagopsalmer ist mit dem Cover des Lieds Ohm von der Band Seigmen (heute Zeromancer) ein Titel in norwegischer Sprache zu finden.
In dem Song Mot Aokigahara von dem 2018er Album X – Varg Utan Flock beschäftigen sich Shining lyrisch mit dem japanischen Selbstmörder-Wald Aokigahara.

## Diskografie

### Studioalben
- 2000: Within Deep Dark Chambers
- 2001: Livets ändhållplats
- 2002: III – Angst, självdestruktivitetens emissarie
- 2005: IV – The Eerie Cold
- 2007: V – Halmstad
- 2009: VI – Klagopsalmer
- 2011: VII – Född förlorare
- 2012: Redefining Darkness
- 2015: IX – Everyone, Everything, Everywhere, Ends
- 2018: X – Varg Utan Flock
- 2023: Shining

### EPs und Kompilationen
- 1998: Submit to Selfdestruction (EP, Wiederveröffentlichung 2012)
- 2004: Dolorian/Shining (Split-EP)
- 2004: Through Years of Oppression (Compilation)
- 2004: The Darkroom Sessions (Compilation)
- 2007: The Sinister Alliance (Split-EP mit Funeral Dirge)
- 2008: Die Hard Version (Split-EP mit Den Saakaldte)
- 2011: Förtvivlan min arvedel
- 2012: Lots of Girls Gonna Get Hurt (Cover-EP)
- 2012: Shining / Alfahanne (Split-EP mit Alfahanne)
- 2013: 8 ½ – Feberdrömmar I Vaket Tillstånd (Neuaufnahmen älterer Songs mit Gastsängern)